# Бајер (Француска)
Бајер (фр. Bayers) насеље је и општина у западној Француској у региону Поату-Шарант, у департману Шарант која припада префектури Ангулем.
По подацима из 2011. године у општини је живело 137 становника, а густина насељености је износила 38,16 становника/km². Општина се простире на површини од 3,59 km². Налази се на средњој надморској висини од 104 метара (максималној 123 m, а минималној 67 m).

## Демографија
| 1962. | 1968. | 1975. | 1982. | 1990. | 1999. | 2011. |
| ----- | ----- | ----- | ----- | ----- | ----- | ----- |
| 135   | 156   | 153   | 149   | 156   | 129   | 137   |

График промене броја становника у току последњих година